# Heiner Baltes
Heiner Baltes (født 19. august 1949 i Erkrath, Vesttyskland) er en tysk tidligere fodboldspiller (forsvarer).
Baltes tilbragte hele sin aktive karriere, fra 1970 til 1981, hos Fortuna Düsseldorf. Han spillede 279 Bundesliga-kampe for klubben og var med til at vinde DFB-Pokalen med klubben to gange, i 1979 og 1980.
Baltes nåede aldrig at spille en kamp for det vesttyske A-landshold, men var med et særligt OL-landshold med ved OL 1972 på hjemmebane i München.

## Titler
DFB-Pokal
- 1979 og 1980 med Fortuna Düsseldorf